# Amphibious 3D
Amphibious 3D è un film del 2010 diretto da Brian Yuzna.

## Trama
La biologa marina Skylar Shane ingaggia il marinaio Jack Bowman per aiutarla a trovare tracce di vita preistorica nel mare di Sumatra.
Durante la spedizione salvano Tamal, un orfano che a Skylar ricorda molto Rebecca, la figlia perduta tempo addietro.
Dopo l'arrivo del ragazzo, il gruppo è vittima di strani avvenimenti che sfoceranno in tragedia durante un'inquietante e violenta tempesta.